# Promenade (Tanz)
Promenade, oder besser Promenadenposition, beschreibt die Körperhaltung (und nicht die Tanzbewegung!) eines Tanzpaares im Rahmen einer Tanzfigur, bei der beide Partner vorwärts in die gleiche Richtung blicken und ausgerichtet sind. Definitionsgemäß öffnet der Herr nach links, die Dame nach rechts. Je nach Tanz und eingeleiteter Figur fällt das Öffnen mehr oder minder stark aus.
Eine Öffnung in die entgegengesetzte Richtung bezeichnet man als Gegenpromenade (counter promenade), eine Bewegung aus der Promenadenposition heraus in die gleiche Richtung, allerdings mit Rückwärts- statt Vorwärtsbewegung, als Rückfall (fallaway).
Je nach Figur oder Variation kann die Figur in geschlossener Tanzhaltung beginnen und in Promenadenposition enden (z. B. Open Impetus im Slowfox), in Promenadenposition beginnen und in geschlossener Tanzhaltung enden (z. B. Weave from Open PP im Langsamen Walzer), in Promenadenposition beginnen und in Promenadenposition enden (z. B. Twist Turn im Tango) oder eine Promenadenposition (z. B. Check from Open PP im Cha Cha Cha) einschließen.